# カルナバル・ド・タカラヅカ
グランド・レビュー『カルナバル・ド・タカラヅカ』は宝塚歌劇団の舞台作品。20場。花組公演。公演期間は1974年1月1日から1月29日まで宝塚大劇場で公演された。併演は『花のお嬢吉三』。

## 解説
※『宝塚歌劇100年史（舞台編）』の宝塚大劇場公演を参照。
『モン・パリ』、『花詩集』、『華麗なる千拍子』等、宝塚歌劇・歴代の作品を織り込んだショー。

## スタッフ
- 作・演出：高木史朗[1]
- 作曲：中元清純[1]
- 編曲：中元清純[1]・高井良純[1]・吉崎憲治[1]
- 音楽指揮：溝口堯[1]
- 振付：岡正躬[1]・喜多弘[1]・山田卓[1]・アキコ・カンダ[1]・中川久美[1]
- 装置：石浜日出雄[1]
- 衣装：任田幾英[1]
- 照明：今井直次[1]
- 小道具：上田特市[1]
- 効果：川ノ上智洋[1]
- 演出補：岡田敬二[1]
- 演出助手：南明[1]・村上信夫[1]
- 制作：大谷真一[1]

## 主な配役
- 歌う男、歌う女：甲にしき[2]
- 歌う青年：松あきら[2]、瀬戸内美八[2]
- 歌うエトワール：笹潤子[2]
- 花の妖精：室町あかね[2]
- 歌う少女：上原まり[2]・有花みゆ紀[2]
- 酒の歌手：麻月鞠緒[2]
- 生徒：水穂葉子[2]・美吉野一也[2]・歌川波瑠美[2]・美山恵津[2]